# ديفيد أوين براون
ديفيد أوين براون (8 ديسمبر 1982 في المملكة المتحدة - )  (بالإنجليزية: David Brown)‏ هو لاعب كريكت بريطاني. لعب مع نادي مقاطعة غلوستر للكريكت ‏ ونادي مقاطعة غلاموركن للكريكت ‏.